# Duineveld
Duineveld (zu Deutsch etwa Dünenfeld) ist eine Ansiedlung in der Region Hardap im Süden Namibias. Duineveld liegt etwa 160 km südlich von Windhoek an der Bahnstrecke Windhoek–Nakop vier Kilometer östlich der der Nationalstraße B1. Nächstgelegene größere Ortschaft ist Kalkrand. Die Umgebung ist durch Ausläufer der Dünen der Kalahari geprägt.
In Duineveld befindet sich ein 150 m hoher Sendemast. Größter Arbeitgeber ist die seit 1994 dort befindliche Gerberei Dune Tannery.